# Tlacaxipehualiztli

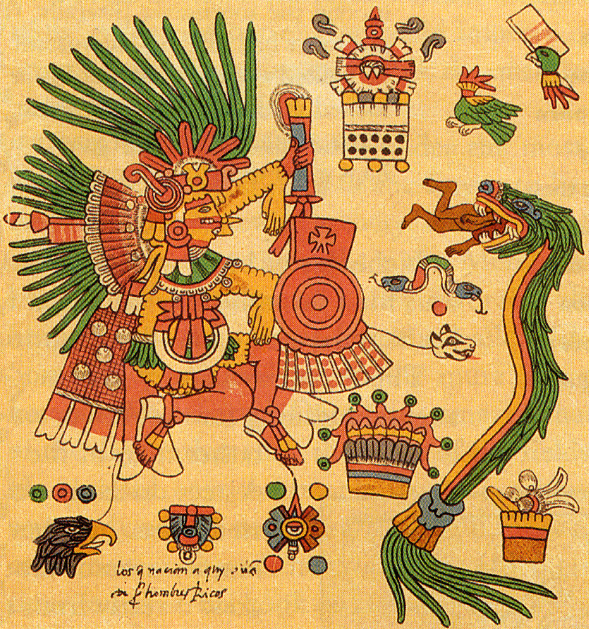
Xipe Tótec. Códice Borbónico, p. 14.

Tlacaxipehualiztli conocido como "desolladura de hombres" en la mitología azteca. Era una celebración de los aztecas para honrar al dios Xipe Tótec. Este nombre lo recibe el segundo mes del Xiuhpohualli, calendario solar. Durante este mes se realizaba la ceremonia. El primer día del mes los mexicas lo celebraban sacrificando y desollando a los cautivos y esclavos de las guerras. Les quitaban la piel y luego los desmembraban (Generalmente después de dar muerte a la víctima) . Algunos vestían con las pieles y organizaban combates a muerte con prisioneros hasta vencerlos. En los últimos días, los que padecían algún tipo de dolencia realizaban una procesión para implorar su curación a Xipe Tótec. La fiesta también era lugar de ritos antiguos de fertilidad dependiendo del ciclo agrícola.